# Nick Park
Nick Park (CBE, sinh ngày 6 tháng 12 năm 1958) là một nam đạo diễn, nhà biên kịch, họa sĩ diễn hoạt kiêm nhà sản xuất điện ảnh người Anh. Với tư cách là một trong những thành viên quan trọng nhất của hãng phim Aardman Animations, ông được biết đến khi đã sản xuất nhiều bộ phim hoạt hình nổi tiếng, bao gồm Phi đội gà bay, Creature Comforts, Wallace & Gromit, Ngôi làng tiền sử, hay nổi bật nhất là loạt phim Những chú cừu thông minh.
Trong suốt sự nghiệp của mình, ông đã không ít lần giành được những giải thưởng điện ảnh danh giá trên thế giới. Ông giành được năm giải thưởng BAFTA, là chủ nhân của bốn giải Oscar  về lĩnh vực phim hoạt hình, ngoài ra ông còn được Nữ hoàng Anh Elizabeth II trao tặng Huân chương đế quốc Anh cho những đóng góp của ông ở mảng điện ảnh hoạt hình.

## Danh sách phim
| Năm  | Tiêu đề                                        | Đạo diễn | Sản xuất          | Kịch bản   | Diễn viên | Ghi chú                              |
| ---- | ---------------------------------------------- | -------- | ----------------- | ---------- | --------- | ------------------------------------ |
| 2000 | Chicken Run                                    | Có       | Có                | Cốt truyện | Không     | Đồng đạo diễn với Peter Lord         |
| 2005 | Wallace & Gromit: The Curse of the Were-Rabbit | Có       | Có                | Có         | Không     | Đồng đạo diễn với Steve Box          |
| 2015 | Shaun the Sheep Movie                          | Không    | Giám đốc sản xuất | Không      | Có        | Khách mời                            |
| 2018 | Early Man                                      | Có       | Có                | Cốt truyện | Có        | Vào vai Hognob                       |
| 2019 | A Shaun the Sheep Movie: Farmageddon           | Không    | Giám đốc sản xuất | Không      | Không     |                                      |
| 2023 | Chicken Run: Dawn of the Nugget                | Không    | Có                | Không      | Không     |                                      |
| 2024 | Wallace & Gromit: Vengeance Most Fowl          | Có       | Không             | Cốt truyện | Không     | Đồng đạo diễn với Merlin Crossingham |